# Octotemnus laminifrons
Octotemnus laminifrons es una especie de coleóptero de la familia Ciidae.

## Distribución geográfica
Habita en Japón.